# Eutímio de Tarnovo
Eutímio de Tarnovo (em búlgaro: Евтимий Търновски; romaniz.: Evtimiy Tarnovski; em latim: Euthymius) foi o patriarca da Bulgária entre 1375 e 1393. Amplamente considerado como uma das mais importantes personalidades medievais búlgaras, Eutímio foi o último patriarca da Igreja Ortodoxa Búlgara no Segundo Império Búlgaro. Possivelmente o mais estimado dos patriarcas búlgaros, Eutímio foi um defensor do hesicasmo durante a controvérsia hesicasta e um clérigo muito influente no mundo ortodoxo da época.

## Primeiros anos
Nascido na década de 1320 e, possivelmente, membro da eminente família Tsamblak na capital Tarnovo, Eutímio foi educado nos mosteiros na capital ou nas redondezas, tornando-se monge muito cedo. Ele juntou-se ao Mosteiro Kilifarevo por volta de 1350, atraído pela reputação de Teodósio de Tarnovo, que o nomeou seu primeiro assistente em 1363. Eles viajaram juntos para Tsarigrado, onde Teodósio morreu pouco depois.
Eutímio depois se juntou ao Mosteiro de Estúdio e à Grande Lavra de Atanásio, o Atonita, em Monte Atos. Ele foi influenciado por excepcionais pensadores, acadêmicos e reformadores das crenças e da vida espiritual como Gregório, o Sinaíta, Gregório Palamas, Calisto Filoteu e João Cucuzelis. Eutímio foi exilado para ilha de Lemnos pelo imperador bizantino João V Paleólogo, voltou para o mosteiro búlgaro de Zografo em Monte Atos quando foi solto. Foi lá que ele começou a ponderar sobre uma reforma na escrita e num plano para efetivar correções nas traduções dos livros sagrados.

## Atividade na Bulgária
Por volta de 1371, Eutímio retornou para a Bulgária e fundou o Mosteiro Patriarcal da Santíssima Trindade perto de Tarnovo, onde localizava-se também a Escola Literária de Tarnovo. Ele consolidou ali suas reformas ortográficas e corrigiu diversos livros religiosos traduzidos de forma incorreta comparando-os com as versões em grego bizantino. Estes textos corrigidos tornaram-se modelos para as Igrejas ortodoxas da Bulgária, Sérvia, Romênia e Rússia através do compartilhamento do uso do antigo eslavônico eclesiástico. Gregório Tsamblak, seu biógrafo, comparou a obra de Eutímio às de Moisés e do faraó Ptolemeu I Sóter.
Em 1375, depois da morte do Patriarca Joanício (Ioanikiy), Eutímio foi eleito seu sucessor. Um defensor do ascetismo, Eutímio perseguiu a decadência moral e o que ele considerava como heresias. Ele ficou famoso em todo mundo ortodoxo e diversos metropolitas e hegúmenos o procuraram em busca de suas interpretações sobre assuntos teológicos. Das obras de Eutímio, quinze são conhecidas: são livros litúrgicos, obras laudatórias, paixões e epístolas. Muitas outras se perderam ou ainda não foram descobertas. Entre seus discípulos estão Gregório Tsamblak, metropolita de Quieve; Cipriano, Metropolita de Moscou; Joasafa de Vidin e Constantino de Kostenets.

## Queda de Tarnovo e suas consequências
Na primavera de 1393, o filho do sultão otomano Bajazeto I, Solimão, o Cavalheiro, cercou a capital búlgara com um enorme exército. Com o Czar João Sismanes fora da cidade (ele estava liderando o que restava de seu exército em Nicópolis), Eutímio acabou encarregado de liderar a defesa da cidade, o que ele fez de forma heroica. Depois de três meses, os otomanos capturaram a cidade de assalto - e provavelmente com a ajuda de um traidor - em 17 de julho de 1393.
Joasafa de Vidin, Metropolita de Vidin, um contemporâneo do evento, descreveu-o da seguinte forma: "Uma grande invasão muçulmana ocorreu e uma grande destruição da cidade e das redondezas se produziu". De acordo com Gregório Tsamblak, as igrejas foram convertidas em mesquitas, sacerdotes foram expulsos e substituídos por "professores de pureza". Cento e dez boiardos e cidadãos eminentes foram massacrados, mas o Patriarca recebeu apenas uma reprimenda e foi exilado para o Tema da Macedônia, possivelmente para o Mosteiro Bachkovo, onde supõe-se que ele tenha morrido entre 1402 e 1404. O Patriarcado de Tarnovo deixou de existir, a Igreja da Bulgária perdeu sua independência e se submeteu novamente ao Patriarcado de Constantinopla até 1870.
O Patriarca Eutímio foi canonizado e sua memória é celebrada no mesmo dia que o seu homônimo, Eutímio, o Grande, em 20 de janeiro.